# Lennart Nilsson-priset
Lennart Nilsson-priset (Lennart Nilsson Award) delas ut till enastående bidrag inom vetenskaplig fotografering. Det sköts av Lennart Nilsson Foundation och delas ut årligen av Karolinska Institutet. Prissumman är 100 000 kronor. Priset instiftades 1998 till Lennart Nilssons ära.

## Mottagare
- Nils Åslund, 1998
- James Henderson, 1999
- David Malin (Anglo-Australian Observatory), 2000
- David Doubilet, 2001
- Oliver Meckes och Nicole Ottawa, 2002
- David Barlow (University of Southampton), 2003
- Göran Scharmer (Institute for Solar Physics), 2004
- Frans Lanting, 2005
- Satoshi Kuribayashi, 2006
- Felice Frankel, Harvard University och Massachusetts Institute of Technology, 2007
- Anders Persson, Linköpings universitet, 2008
- Carolyn Porco, Space Science Institute, och Babak Amin Tafreshi, 2009
- Kenneth Libbrecht, California Institute of Technology, 2010
- Nancy Kedersha, Harvard Medical School, 2011
- Hans Blom, Kungliga Tekniska högskolan, 2012
- Timothy Behrens, University of Oxford, 2014
- Katrin Willig, Max Planck Institute, 2015[2]
- Alexey Amunts, Stockholms universitet, 2016[3]
- Xiaowei Zhuang, Harvard University, 2017[4]
- Thomas Deerinck, University of California i San Diego, 2018[5]
- Ed Boyden, Massachusetts Institute of Technology, 2019[6]
- Jan Huisken, Morgridge Institute, 2020[7]
- Stephen Gschmeissner,  Royal College of Surgeons and Cancer Research, 2021[7]
- Martin Oeggerli
- Fredrik Pleijel, 2023